# VL10

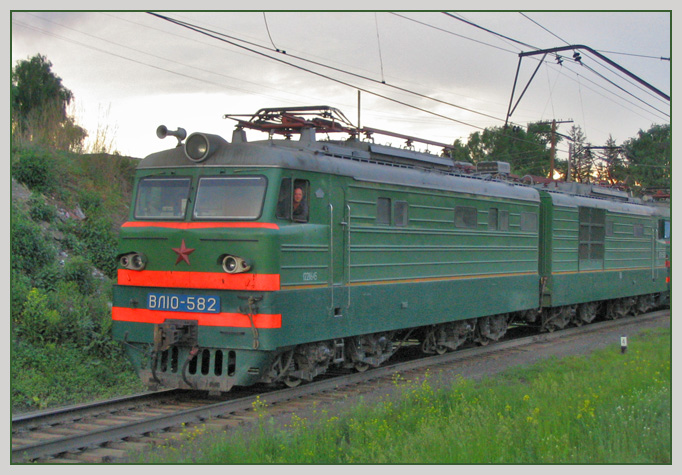
VL10-582 기관차

VL10(러시아어: ВЛ10)은 소련의 간선 화물 운송 전기 기관차 가운데 하나로 전기 공급 제식이 3,000볼트 직류 전철인 전기화 철도에 적용되었다. VL은 블라디미르 레닌의 머리글자이다.
VL10은 쌍끌이 8축 전기 기관차로 1961년 조지아에 위치한 트빌리시 전기 기관차 제조소에서 개발돼 VL8을 대체하는 데에 사용되었다. 1969년부터 1976년까지 러시아에 위치한 노보체르카스크 전기 기관차 공장도 VL10형 기관차 생산에 투입되었다. 1977년에 생산이 중단될 때까지 두 공장은 2,881대에 달하는 VL10형 기관차를 생산했다. VL10형 기관차는 1960년대부터 1980년대까지 소련 직류 전기화 철도의 주형인 화물 운송 전기 기관차였다.

## 사양
- UIC 분류: Bo'Bo'+Bo'Bo'
- 궤간: 1,520mm
- 축 중량: 23t (VL10) / 25t (VL10U)
- 수류 전압: DC 3,000V
- 최고 속도: 100km/시간
- 견인 전력: 4,600kW

## 같이 보기
- 노보체르카스크 전기 기관차 공장